# Jane Morgan
Pour les articles homonymes, voir Morgan et Currier.
Florence Catherine Currier, dite Jane Morgan, est une chanteuse américaine née le 3 mai 1924 à Newton (Massachusetts) et morte le 4 août 2025 à Naples (Floride). 
Elle connaît initialement le succès en France et au Royaume-Uni avant d’être reconnue aux États-Unis, où elle obtiendra six disques d'or. Elle épouse en deuxièmes noces Jerry Weintraub en 1965, avec qui elle adopte trois enfants. Ils se séparent en 1980, mais le divorce officiel n'est jamais prononcé. À l'issue de ce mariage, elle portera le nom de Jane Weintraub. Le 6 mai 2011, Jane Morgan reçoit la 2439e étoile du Hollywood Walk of Fame.

## Biographie

### Enfance et adolescence
Florence Catherine Currier naît à Newton (Massachusetts) le 3 mai 1924 ; elle est l’une des cinq enfants des musiciens Olga Brandebourg (sa mère) et Bertram Currier (en) (son père) qui est premier violoncelliste pour l’orchestre symphonique de Boston.
À l'âge de quatre ans, à la suite du décès de son père, elle déménage à Daytona Beach en Floride avec sa mère et ses frères et sœurs. À cinq ans, elle prend des leçons de chant tout en continuant les leçons de piano. Pendant les étés, elle joue de petits rôles et se produit dans des productions théâtrales au Kennebunkport Playhouse de Kennebunkport, dans le Maine. Après avoir obtenu son diplôme de la Seabreeze High School, elle est admise à la Juilliard School de New York. 
Pour pouvoir financer ses frais de scolarité à Juilliard, Jane Morgan chante des chansons populaires dans des boîtes de nuit et des restaurants, ainsi qu'à des évènements privés.

### Débuts
En 1948 à l'âge de vingt-quatre ans, le directeur artistique Bernard Hilda lui propose de venir à Paris, pour se produire sur scène. Elle y passera environ quatre ans, en faisant des représentations dans une salle de spectacle des Champs-Élysées.
Dans les années 1950, elle est repérée par Dave Kapp (label indépendant Kapp Records (en)) du Royaume-Uni. Ce producteur signa à la même occasion le pianiste Roger Williams. Dave Krapp signe un contrat de production avec Jane Morgan, qui officialise la sortie de son premier album en 1956 The American Girl From Paris, commençant ainsi sa carrière professionnelle de chanteuse.

### Carrière
En 1957, le film « Love in the Afternoon » (Ariane), avec Gary Cooper et Audrey Hepburn, sort dans les salles de cinéma, la chanson Fascination est incluse dans le film. Dave Kapp voulait une chanson instrumentale avec les musiciens du groupe The Troubadours (en). Jane Morgan assiste à l’enregistrement, et reconnaît la chanson. Elle présente au producteur de nouvelles paroles en anglais, et Dave Kapp lui propose d’enregistrer avec le groupe. Le disque est publié en 1957 avec une version instrumentale, et une version chantée par Jane Morgan,. 
En 1958, la chanson de Gilbert Bécaud Le jour où la pluie viendra sort au Royaume-Uni. Jane Morgan est l'interprète de la version anglaise, sous le titre « The Day the Rains Came » ; cette chanson est numéro un de l'UK Singles Chart en janvier 1959.

## Discographie

### Album studio
- 1956 : The American Girl From Paris
- 1957 : Fascination
- 1958 : All the Way
- 1958 : Chante pour ses amis Canadiens
- 1958 : Great Songs From the Great Shows of the Century
- 1958 : Something Old Something New Something Borrowed Something Blue
- 1958 : The Day the Rains Came
- 1959 : Jane in Spain
- 1960 : Jane Morgan Time
- 1960 : The Ballads of Lady Jane
- 1961 : Love Makes the World Go Round
- 1961 : Por todos os caminhos do amor
- 1961 : Sings the Great Golden Hits
- 1961 : The Big Hits From Broadway
- 1961 : The Second Time Around
- 1962 : What Now My Love?
- 1963 : Serenades « The Victors »
- 1964 : The Last Time I Saw Paris
- 1965 : In My Style...
- 1966 : Fresh Flavor
- 1966 : Jane Morgan in Gold
- 1966 : The Jane Morgan Album
- 1967 : Kiss Tomorrow Goodbye
- 1967 : A Jane Morgan Happening
- 1969 : Traces of Love
- 1970 : In Nashville
- 1970 : The Sounds of Silence[6]